# Kevin Claeys
Kevin Claeys, né le 26 mars 1988 à Roulers, est un coureur cycliste belge, membre de l'équipe Douchy-Thalassa Oostende.

## Biographie
Fin 2014, il signe un contrat avec l'équipe continentale belge Colba-Superano Ham.

## Palmarès et classements mondiaux

### Palmarès
- 2008
  - 4e étape du Tour du Brabant flamand
- 2010
  - 4e étape des Deux jours du Gaverstreek
  - 2e de Zellik-Galmaarden
  - 2e d'À travers la Campine anversoise
- 2012
  - Tour du Limbourg
  - Flèche côtière
  - 3e de la Flèche du port d'Anvers
  - 3e du Circuit de Wallonie
- 2013
  - 2e du Tour du Limbourg

### Classements mondiaux
| Année           | 2010 | 2011 | 2012 | 2013 |
| --------------- | ---- | ---- | ---- | ---- |
| UCI Europe Tour | 253e |      | 112e | 460e |
| UCI Asia Tour   |      |      | 113e |      |